# Sialis concava
Sialis concava is een insect uit de familie Sialidae, die tot de orde grootvleugeligen (Megaloptera) behoort. De soort komt voor in het zuiden van Canada en het noordoosten van de Verenigde Staten.